# Amigos Adoradores
Amigos Adoradores é um álbum ao vivo colaborativo entre os cantores Fernandinho, Heloisa Rosa e Ricardo Robortella, gravado durante a conferência Faz Chover, ocorrida na cidade de Mantena, Minas Gerais, em novembro de 2005.
O disco reúne várias músicas dos primeiros trabalhos de Fernandinho e Heloisa Rosa, como "Faz Chover", "Se não For pra Te Adorar" e "Clamarei Teu Santo Nome". Heloisa Rosa regravou "Abraça-me", originalmente gravada por ela com David Quinlan no disco homônimo.
O valor arrecadado com a venda dos discos foi destinado à construção do Centro de Adoração e Intercessão Jardim de Deus.

## Faixas
1. "Abundante Chuva"
2. "Formoso És"
3. "Clamarei Teu Santo Nome"
4. "Se não For pra Te Adorar"
5. "Faz Chover"
6. "Geração de Samuel"
7. "Abraça-me"
8. "Eu me Renderei"
9. "Canção da Liberdade"
10. "Jesus eu Te Amo"